# 口罩

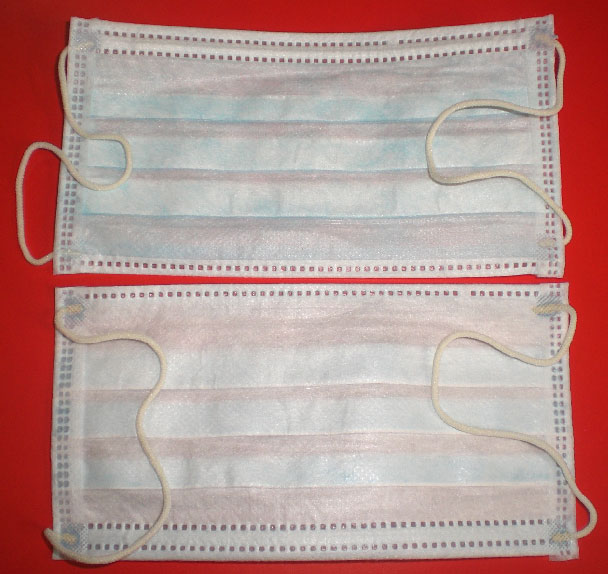
外科口罩

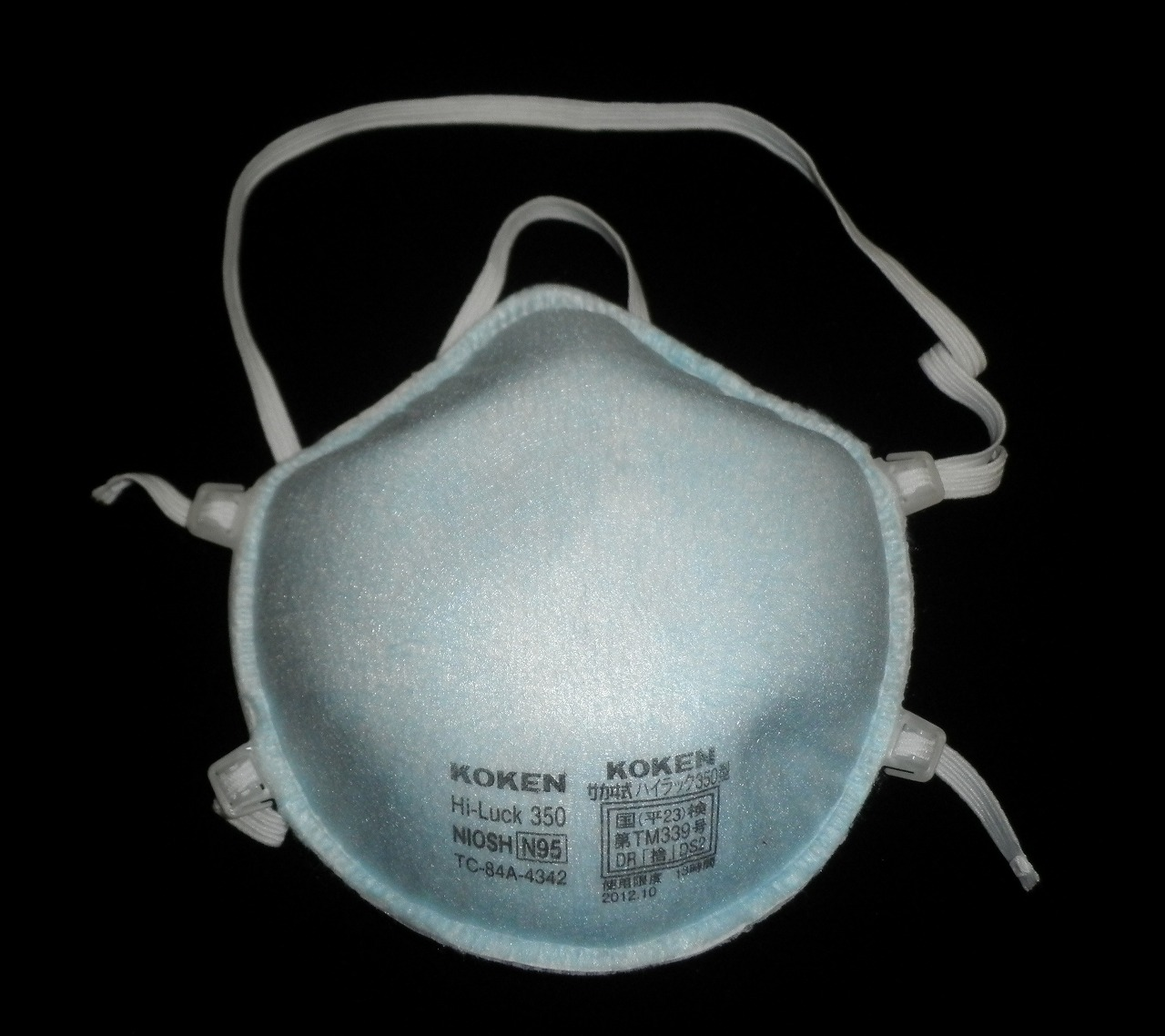
N95口罩

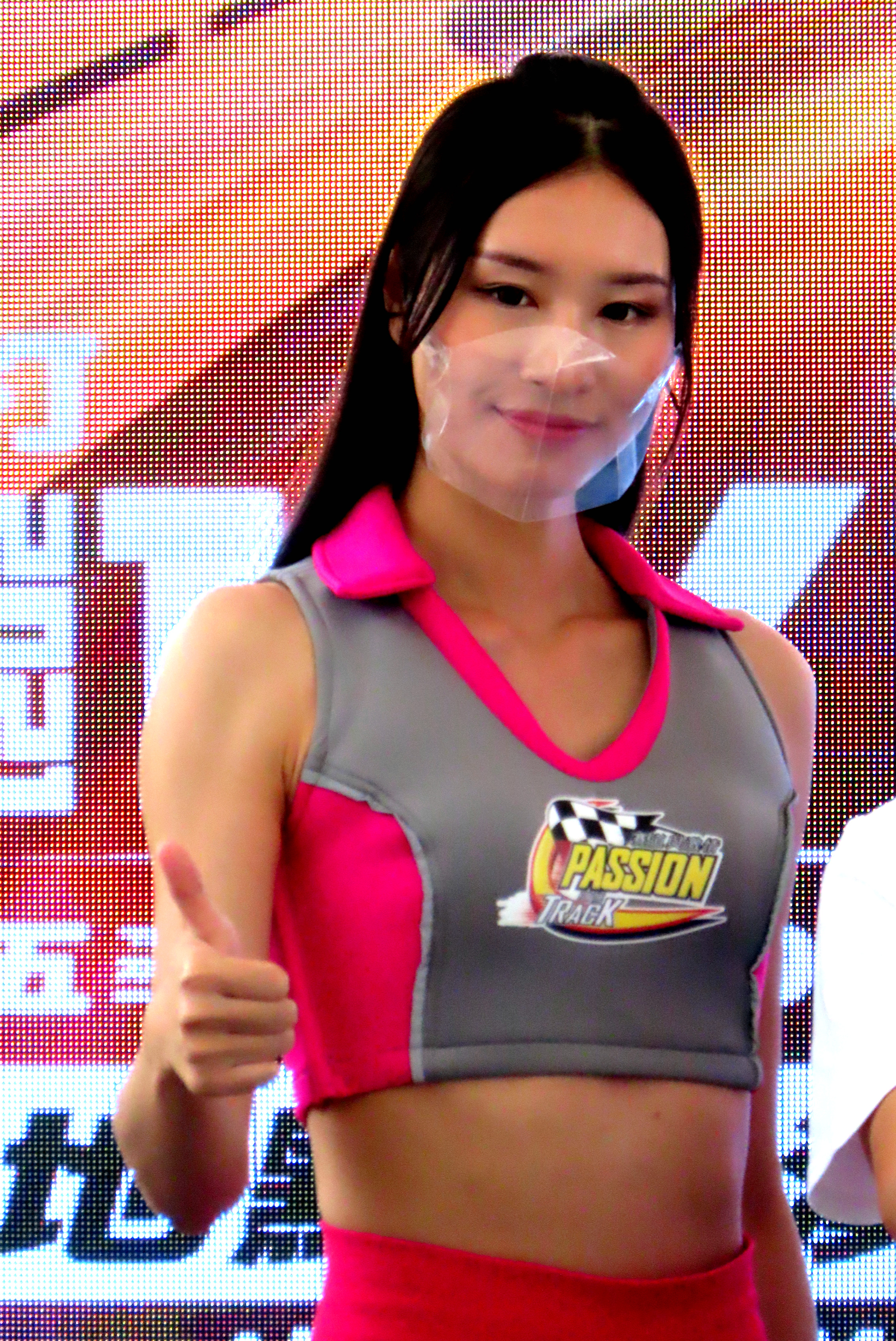
透明口罩

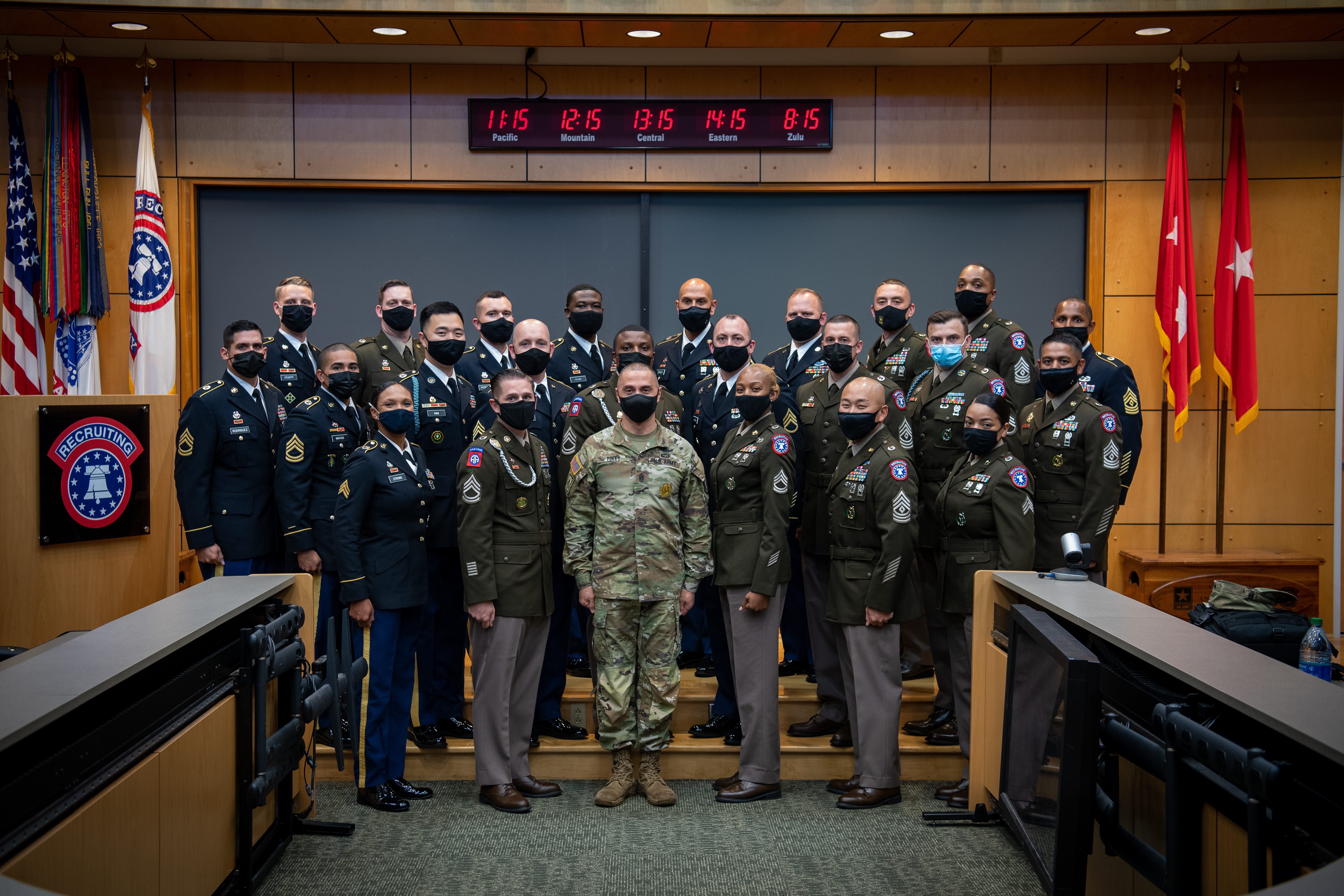
COVID-19疫情期間配戴口罩的軍人

口罩（英語：mask），指的是一类用来防止佩戴者吸入空气中有害成分的器具，可以阻挡煙、蒸氣、氣體、及懸浮粒子如灰塵和空氣傳播疾病的微生物等。
防尘口罩指的是一次性、较为简陋的型号。一些形态类似于防尘口罩的口罩也有专门的性能（过滤、内漏）认证，如医护人员使用的外科口罩和过滤烟尘的N95口罩。外科口罩多為醫護人員所用，主要是阻挡佩戴者呼吸道分泌物沾污他人或環境的用具，亦被廣泛地用於預防呼吸道傳染病如嚴重急性呼吸系統綜合症、流感的傳播。防尘口罩在亞洲城市中用以日常生活中以阻擋煙塵。
一般人多以為外科口罩或類似的口罩可以過濾空氣中的有害物質，但實際上外科口罩的設計最主要的目的是阻擋佩戴者的口鼻飛沫，過濾空氣中微粒的能力極為有限，更遑論過濾空氣中的有害氣體。在日本，人们生病期间在公众场合佩戴口罩是很平常的事情，这样做可防止疾病传播，也有人出於其他目的常戴口罩。在香港和澳門，其衛生部門亦鼓勵市民佩戴以預防呼吸道傳染病，而市民亦普遍接受。不過美國疾病控制與預防中心對外科口罩可以預防佩戴者感染呼吸道疾病則抱持懷疑態度，並且歐美民众也甚少佩戴口罩。當歐美等國家宣傳戴口罩的重要性後，戴口罩的人數顯著增加，但仍有人拒絕戴口罩，更有人因店員勸告戴口罩而開槍，並和警方駁火。

## 歷史起源
黑死病橫行歐洲時，部分瘟疫醫生佩戴的鳥嘴面罩就類似現代醫療口罩或防毒面具，其前端鳥嘴狀構造裝有龍涎香、蜜蜂花、留蘭香葉、樟腦、丁香、鴉片酊、沒藥、玫瑰花瓣以及蘇合香等芳香物質，除了掩蓋環境臭味外還具有隔離病人飛沫與殺菌功能。
1897年，德國人萊德奇給大家一種用紗布包口鼻以隔絕細菌侵入的方法。之後，有人把六層紗布縫在衣領上，當要使用時再翻過來罩住口鼻就可以了。可是，這種口罩一直要用手按住，極不方便。後來又有人想出了用帶子系在耳上，這就成了今天人們經常使用的口罩。
到了19世紀類似現代的口罩出現並開始應用於醫療領域。德國病理學專家萊德奇開始建議醫護人員使用紗布罩具以防止細菌感染。20世紀初，口罩首次成為大眾生活必備品。席捲全球的西班牙流感奪走了約5000萬人的生命，普通人群被要求用口罩抵禦病毒。20世紀中後期，口罩的大規模使用次數明顯頻繁。載入史冊的歷次大流感中口罩在預防和阻斷病菌傳播方面數度扮演重要角色。2019年末爆发的2019冠狀病毒病疫情使口罩在2020年起成为极为重要的生活必需品。

## 分类及用途
- 棉布／紗布口罩：仅能过滤较大之颗粒，仅适平时清洁工作时使用或患者在無外科手術口罩時，可減少咳出的飛沫量。使用後阻擋約80%防範飛沫傳染。並阻擋10%~20%空污物質，其中三層的布口罩，含有不織布、活性碳或是可防PM2.5材質，防護力較高
- 紙口罩：可阻擋70%以上的5微米顆粒，若有破損或弄髒的情況，應立即更換。適合平常清潔時使用。
- 活性碳口罩：可吸附有機氣體及毒性粉塵，不具殺菌效能，需費力呼吸或無法吸附異味時應立即更換，適用於噴漆作業或噴灑農藥時。使用後阻擋飛沫傳染的效果80%。並阻擋30%~80%空氣污物質和減輕異味
- 外科口罩：可阻挡90%次微米颗粒，应每天更换，但破损或髒污應立即更換，適用有感冒發燒咳嗽等有呼吸道症狀時、前往醫院電影院等不通風之場所時使用。使用後阻擋飛沫傳染的效果90%。並阻擋30%~80%空污物質
- N95口罩：可阻擋95%以上次微米顆粒，呼吸阻抗較高，不適合一般民眾長時間配帶，且應避免重複使用。並阻擋80%~99.97%空污物質
- KF94口罩：可阻擋94%以上次微米顆粒，呼吸阻抗較N95口罩低
- 立體口罩（日语：超立体マスク）：新興口罩，有立體結構
- PM2.5防霾口罩：能阻擋空氣中粒徑小於或等於2.5微米的粒狀物
- 鼻罩：是口罩的衍生品，其结构大致是在口罩的基础上缩小，只遮住鼻子，不遮住口部。佩戴鼻罩不影响饮食等动作，然而其防疫效果低于通常的口罩。另有塞入鼻孔的隐形鼻罩。
- 透明口罩：是一種特殊的口罩。它的外層材料部份是透明的，可以讓人看到佩戴者的嘴部和表情。

## 檢驗標準
台灣
- CNS 14774 - 醫用面罩[8]
  - CNS 14775 - 醫用面罩材料細菌過濾效率試驗法－使用金黃色葡萄球菌生物氣膠[9]
  - CNS 14776 - 醫用面罩對合成血液穿透阻力的試驗法以已知速度定量醫用面罩對合成血液穿透阻力的試驗法－以已知速度定量的水平噴灑[10]
  - CNS 14777 - 醫用面罩空氣交換壓力之試驗法[11]
- CNS 14755 - 拋棄式防塵口罩，欧洲FFP式分类[12]
  - CNS 14756 - 附加活性碳拋棄式防塵口罩[13]
- CNS 6636 - 防毒面具，日式分类[14]
- CNS 6637 - 防塵面罩，早期日式（JIS）分类

美國
- ASTM F2100 - 醫用面罩
  - ASTM F1862 - 醫用面罩對合成血液穿透阻力的試驗法
- NIOSH 42 CFR 84 - 各种呼吸器

歐盟
- EN 14683 - 醫用面罩
- EN 143, EN 149 - 自吸过滤式呼吸器，FFP式
- EN 14387 - 防毒面具

中華人民共和國
- YY 0469 - 醫用外科口罩技術要求
- GB 19083 - 醫用防護口罩技術要求
- GB 2626 - 自吸过滤式呼吸器，NIOSH式分类
- GB 2890 - 自吸过滤式防毒面具，欧式分类
- GB/T 32610 - 日常防护型口罩（民用防雾霾）

## 效能指標
- BFE，細菌過濾率（Bacterial Filtration Efficiency）：一般使用3μm大小的粒子测量[15]
- PFE，粒子過濾率（Particulate Filtration Efficiency）：医用情况下一般使用0.1μm大小的粒子测量，[15]其他自吸过滤式呼吸器使用最不易过滤的0.3μm[16]
- VFE，病毒過濾率（Viral Filtration Efficiency）：一般也使用3μm大小的粒子测量[17]

## 外部連結
- 正確使用口罩方法（页面存档备份，存于） - 衞生署衞生防護中心
- 拋棄式防塵口罩滅菌再使用之可行性探討（页面存档备份，存于） - 勞工安全衛生研究所
- 個人防護具使用效能評估--呼吸防護濾材消毒再利用評估（页面存档备份，存于） - 行政院國家科學委員會補助專題研究計畫
- 外科手術面罩相關標準與效能要求（页面存档备份，存于） - 中山醫學大學職業安全與衛生系
- 阻擋COVID-2019冠狀病毒口罩的性能及其滅菌後再次使用的效率下降探討（页面存档备份，存于） - 臺灣區不織布工業同業公會
- YouTube上的口罩製造生產